# La Zoo
La Zoo (în engleză: The Zoo) este o serie de documentare pentru copii produsă de BBC unde se prezintă viața de zi cu zi a animalelor de la Grădina Zoologică din Paignton care vorbesc, le place să se joace, să mănânce și să se lupte. Animalele au guri realizate digital și voci umane. În Marea Britanie serialul rulează pe CBBC.
În România, serialul a fost difuzat pe canalul de televiziune  Boomerang din 17 august 2019 până în 31 octombrie 2019.